# Isabel Godoy
Isabel Selena Godoy Monardez (Copiapó, 3 de diciembre de 1967) es una contadora, activista y política chilena perteneciente al pueblo originario colla. Es dirigente y activista por los derechos de este pueblo. En 2021 postuló como candidata a la Convención Constitucional, por medio del escaño reservado de pueblos originarios destinado al pueblo colla; ganó las elecciones de mayo, convirtiéndose en convencional constituyente en julio de 2021.

## Biografía
Isabel Godoy nació en 1967. A los quince años ingresó a las Juventudes Comunistas y fue presa política durante la dictadura militar del general Augusto Pinochet.
Tiene estudios de contadora y durante 2021 es estudiante de trabajo social.

### Carrera pública y política
Es miembro del Consejo Nacional del Pueblo Colla. También es presidenta de la comunidad Indígena Kolla Flora.
Durante las elecciones de convencionales constituyente de 2021, Isabel Godoy postula por medio de los escaños reservados de pueblos originarios destinado al pueblo colla. El 25 de mayo sale electa como constituyente, donde obtiene 631 votos (29,53%) de los 2137 electores escrutados de este pueblo. La elección se desarrolló entre los candidatos con residencia en la región de Atacama.
Durante la semana previa a la inauguración de la convención, fue candidata para presidir este órgano; El día de la inauguración, Isabel Godoy obtuvo 35 de 155 votos para presidir a la convención. sin embargo, para ser presidente se requieren 78 votos. Durante la segunda votación, salió electa la constituyente representante del pueblo mapuche Elisa Loncón con 96 votos. Posteriormente, producto de la ampliación de la mesa directiva con siete nuevas vicepresidencias, obtuvo uno de dichos cupos el 28 de julio.